# Flavius Neoterius
Flavius Néotérius ( fl . 365–393) est un homme politique de l'Empire romain. Il servit comme préfet prétorien de l'Est, d'Italie et de la  Gaule. En 390, il est co-consul avec Valentinien II.

## Biographie
Probablement né à Rome, il est notaire sous l'empereur Valentinien Ier lorsque, en 365, il est envoyé en Afrique pour garantir la loyauté de cette province lors de l'usurpation de Procope, révolté contre l'empereur oriental Valens.
Néotérius est nommé préfet prétorien d'Orient entre 380 et 381.
Il est  préfet prétorien d'Italie en 385 car Théodose I veut soutenir l'empereur Valentinien II contre l'usurpateur occidental Magnus Maximus  Néotérius est probablement  le préfet qui voulait offrir la basilique Portiana de Milan aux ariens et qui s'opposait à l'évêque nicéen Ambroise.
En 390, il est préfet du prétoire des Gaules, ainsi que consul avec l'empereur Valentinien II  afin de proteger les intérêts de Théodose en Gaule.
Il connut Quintus Aurelius Symmaque, avec qui il échangea des lettres (il est le destinataire des lettres 38-46 de Symmaque) ; selon ces lettres, Neoterius était vivant en 393 et peut-être en 398.